# Ugandan Super League
Die Ugandan Premier League, aus Sponsorengründen auch als StarTimes Uganda Premier League bekannt, ist die höchste Fußball-Spielklasse in Uganda. Zum ersten Mal spielte sie 1968 den Landesmeister aus. Die Liga wurde in der Saison 2007/08 auf einen semi-professionellen Spielbetrieb umgestellt, die Vermarktung der Liga erfolgte durch den englischen Pay-TV-Sender GTV bis zu dessen weltweiter Einstellung des Sendebetriebes und Liquidierung Ende Januar 2009. Organisiert wird der Wettbewerb vom ugandischen Fußballverband. An der Liga nehmen 16 Mannschaften teil.

## Mannschaften der Saison 2024/25
| - Bright Stars FC - BUL FC - Express FC - Kampala Capital City Authority FC - Kitara FC - Lugazi FC - Maroons FC - Mbarara City FC - Mbale Heroes FC - National Enterprises Corporation FC - Police FC - UPDF FC - Uganda Revenue Authority SC - Villa SC - Vipers SC - Wakiso Giants FC |

## Alle Meister
- 1968: Prisons FC (Kampala)
- 1969: Prisons FC (Kampala)
- 1970: Coffee United SC (Kakira)
- 1971: Simba FC (Lugazi)
- 1974: Express FC (Kampala)
- 1975: Express FC (Kampala)
- 1976: Kampala City Council FC
- 1977: Kampala City Council FC
- 1978: Simba FC (Lugazi)
- 1979: Uganda Commercial Bank (Kampala)
- 1980: Nile Breweries FC (Jinja)
- 1981: Kampala City Council FC
- 1982: Villa SC (Kampala)
- 1983: Kampala City Council FC
- 1984: Villa SC (Kampala)
- 1985: Kampala City Council FC
- 1986: Villa SC (Kampala)
- 1987: Villa SC (Kampala)
- 1988: Villa SC (Kampala)
- 1989: Villa SC (Kampala)
- 1990: Villa SC (Kampala)
- 1991: Kampala City Council FC
- 1992: Villa SC (Kampala)
- 1993: Express FC (Kampala)
- 1994: Villa SC (Kampala)
- 1995: Express FC (Kampala)
- 1996: Express FC (Kampala)
- 1997: Kampala City Council FC
- 1998: Villa SC (Kampala)
- 1999: Villa SC (Kampala)
- 2000: Villa SC (Kampala)
- 2001: Villa SC (Kampala)
- 2002: Villa SC (Kampala)
- 2003: Villa SC (Kampala)
- 2004: Villa SC (Kampala)
- 2005: Police FC (Jinja)
- 2006: Uganda Revenue Authority SC (Kampala)
- 2006/07: Uganda Revenue Authority SC (Kampala)
- 2007/08: Kampala City Council FC
- 2008/09: Uganda Revenue Authority SC (Kampala)
- 2009/10: Vipers SC (Kitedne)
- 2010/11: Uganda Revenue Authority SC (Kampala)
- 2011/12: Express FC (Kampala)
- 2012/13: Kampala City Council FC
- 2013/14: Kampala City Council FC
- 2014/15: Vipers SC (Kitende)
- 2015/16: Kampala City Council FC
- 2016/17: Kampala City Council FC
- 2017/18:  Vipers SC (Kitende)
- 2018/19: Kampala City Council FC
- 2019/20: Vipers SC (Kitende)
- 2020/21: Express FC (Kampala)
- 2021/22: Vipers SC  (Kitende)
- 2022/23: Vipers SC  (Kitende)
- 2023/24: Villa SC (Kampala)

## Meistertitel nach Verein
| Klub                        | Meistertitel |
| --------------------------- | ------------ |
| Villa SC                    | 17           |
| Kampala City Council FC     | 13           |
| Express FC                  | 7            |
| Vipers SC                   | 6            |
| Uganda Revenue Authority SC | 4            |
| Prisons FC                  | 2            |
| Simba FC                    | 2            |
| Coffee United SC            | 1            |
| Police FC                   | 1            |
| Uganda Commercial Bank      | 1            |
| Nile Breweries FC           | 1            |